# Эйснер, Роберт
Роберт Эйснер (англ. Robert Eisner; 1922—1998) — американский экономист.
В 1940 году получил степень бакалавра по истории в Городском колледже Нью-Йорка. Магистр социологии Колумбийского университета (1942). В 1942 году призван в армию США. Доктор философии по экономике университета Джонса Хопкинса (1951). Профессор Северо-Западного университета.
Президент Американской экономической ассоциации (1988). Лауреат премии Дж. Р. Коммонса (1993).
После увольнения из армии, в 1946 году, женился на Эдит Эйвери Челимер, в браке родились две дочери.
Умер 25 ноября 1998 года в своём доме от осложнений, вызванных заболеванием костного мозга.

## Основные произведения
- «Инвестиции: факт и воображение» (Investment: Fact and fancy, 1963);
- «Совокупный доход, совокупный расход и экономический рост» (Total Income, Total Expenditure and Growth, 1980);
- «Неправильно понятая экономика: что считать и как это считать» (The Misunderstood Economy: What Counts and How to Count It, 1994).